# Droga krajowa 14
Die Droga krajowa 14 (kurz DK14, pol. für ,Nationalstraße 14‘ bzw. ,Landesstraße 14‘) ist eine Landesstraße in Polen. Sie führt derzeit von Łowicz bis westlich von Łódź und stellt innerhalb der Stadt Łódź eine der wichtigsten Verkehrsadern dar. Die Gesamtlänge beträgt 69,2 Kilometer.

## Geschichte

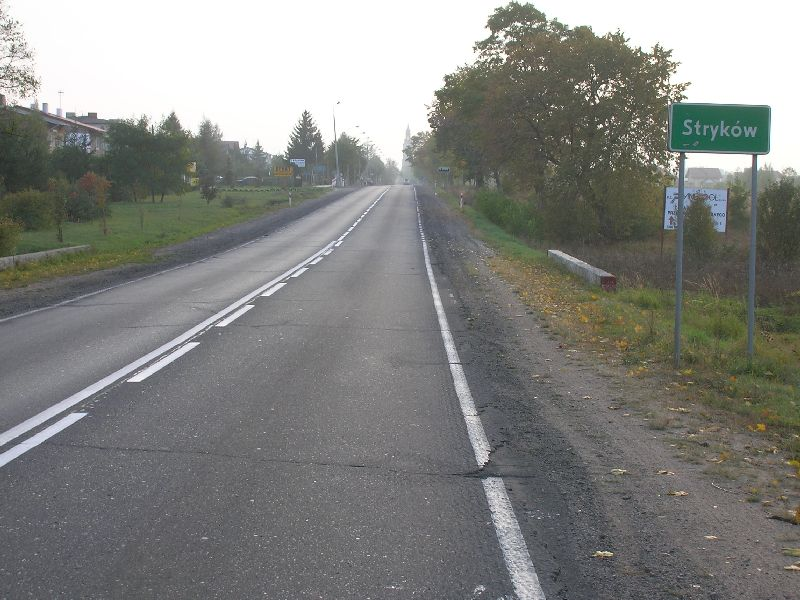
Die Landesstraße am Ortseingang von Stryków aus der Richtung Łowicz.

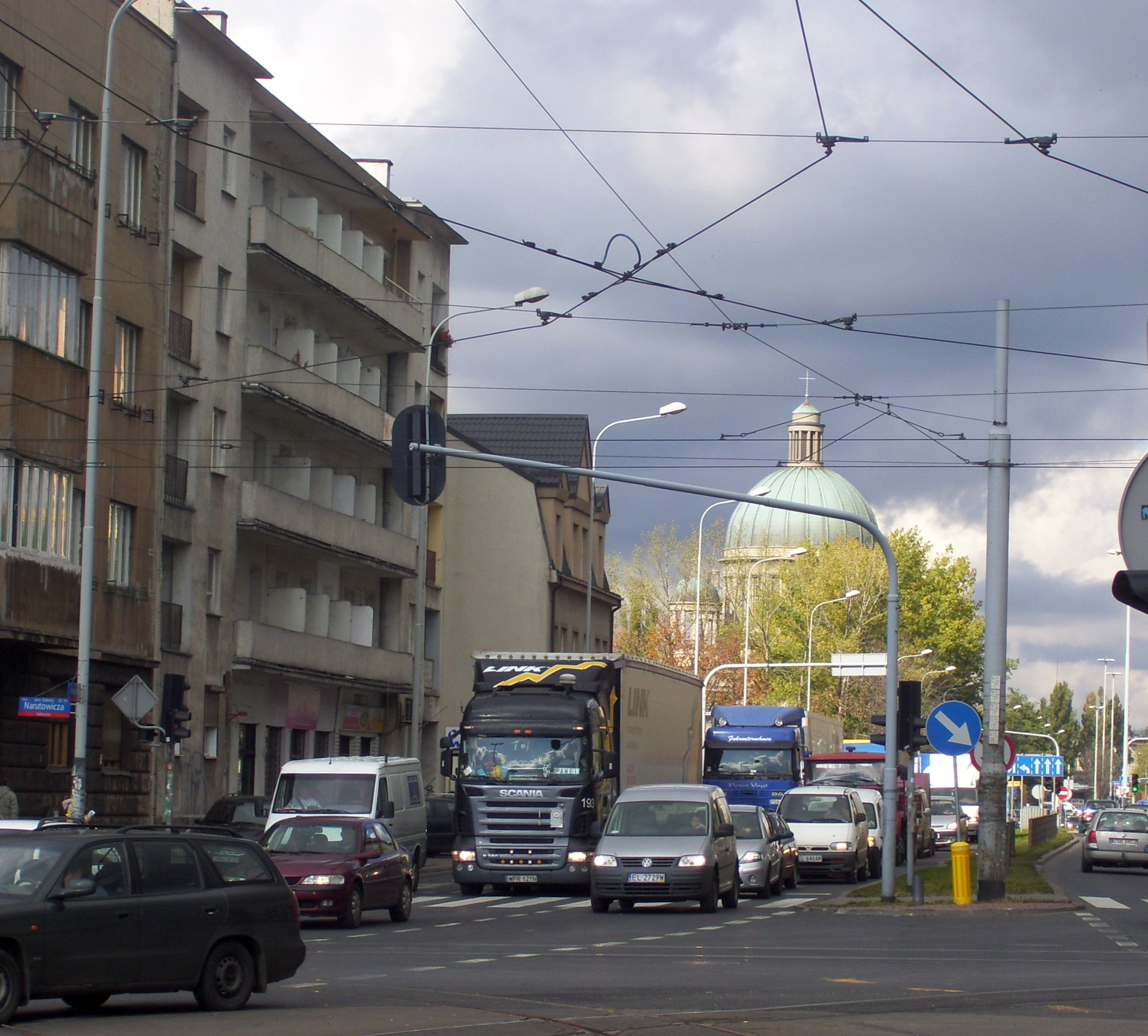
Die Landesstraße in Łódź.

Vor der Neuordnung des polnischen Straßennetzes 1985 war der gesamte Straßenverlauf der heutigen Landesstraße 14 ein Teil der damaligen Staatsstraße E12. Nach dieser Reform wurde der Abschnitt von Łódź bis Walichnowy der neu geschaffenen Landesstraße 14 zugeordnet. Mit der Reform der Nummerierung vom 9. Mai 2001 kam noch der Abschnitt zwischen Łowicz und Łódź dazu.
Von 2008 bis Juni 2012 verlief die Landesstraße bei Stryków auf zwei verschiedenen Trassen. Eine Trasse war dabei die als damalige Umfahrung von Stryków realisierte Verbindungsrampe des heutigen Knotens Łódź-Północ im Verlauf der Autobahn A2 vom Knoten Stryków sowie ein kurzes Teilstück der heutigen westlichen Fahrbahn der Autobahn A1 bis zur Kreuzung nordöstlich von Stryków, wo die Landesstraßen 2 und 14 vorübergehend gemeinsam bis Łowicz verliefen. Dies wurde nötig, um den Schwerlastverkehr aus der Ortschaft Stryków zu verlegen. Mit der Eröffnung der A2 Richtung Osten nach Warschau wurde im Juni 2012 die Verbindung zur Kreuzung geschlossen und die Landesstraße 14 wieder auf die alte Trasse durch Stryków verlegt.
Mit dem Bau des 9,6 km langen Abschnittes der Schnellstraße S14 zwischen vom Knoten Łódź-Lublinek bis zum Knoten Dobroń als Umgehung von Pabianice wurde ein ca. 5 km langer Zubringer vom bisherigen Verlauf der Landesstraße bis zum Knoten Łódź-Lublinek unter der Bezeichnung Droga krajowa 14 BIS errichtet. Nach der Eröffnung des Abschnittes und des Zubringers wurde die Landesstraße auf diese Trasse verlegt und der etwa 13 km lange Streckenverlauf innerhalb der Stadtgrenzen von Pabianice zu Gemeindestraßen abgestuft.
Mit der Verkehrsübergabe der Abschnitte zwischen den Knoten Dobroń und Róża (Schnellstraße S14) und zwischen den Knoten Róża und Łask (Schnellstraße S8) wurde der parallel verlaufende Straßenverlauf der Landesstraße auf einer Länge von 10 km zu Gemeindestraßen abgestuft. Ebenso war dies nach der Fertigstellung der Schnellstraße S8 zwischen Łask und dem Knoten Wieluń auf einer Länge von ca. 73 km der Fall.

## Verkehrssicherheit
Die Straße hatte einen sogenannten Schwarzen Punkt (poln.: czarny punkt) auf dem Abschnitt zwischen Łódź und Sieradz. Dies war eine Stelle, an welcher es besonders häufig zu Unfällen kam. Die Aufstellung der Schwarzen Punkte begann 1998. Bereits ab 2003 wurden aufgrund mangelnder Aufmerksamkeit der Fahrer keine neuen Schilder mehr aufgestellt.

## Ausbauzustand
| Abschnitt                             | Streifen | Trennstreifen | Bemerkung                      |
| ------------------------------------- | -------- | ------------- | ------------------------------ |
| Łowicz − Łódź-Ulica Inflancka         | 2        | nein          |                                |
| Stadtgebiet Łódź                      | 4        | nein          | städtisch                      |
| Łódź-Ulica Pabianicka − Łódź-Lublinek | 4        | ja            | kreuzungsfrei; autobahnähnlich |

## Wichtige Ortschaften entlang der Strecke
- Łowicz
- Domaniewice
- Głowno
- Stryków
- Łódź